# Peter Davison

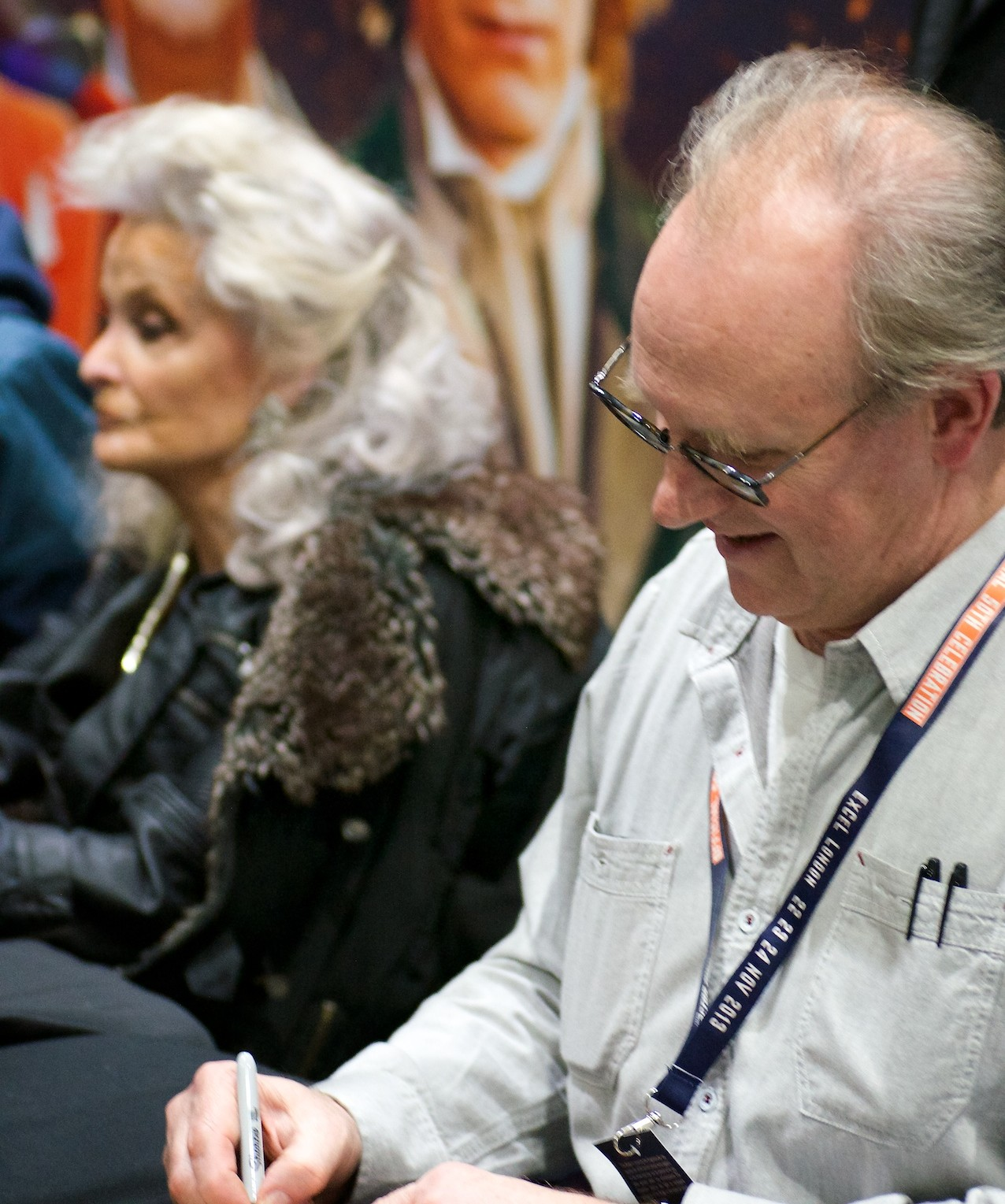
Peter Davison podczas obchodów 50-lecia serialu Doktor Who w 2013 r. wraz z Kate O'Mara

Peter Davison, właśc. Peter Moffett (ur. 13 kwietnia 1951 w Londynie) – brytyjski aktor filmowy i telewizyjny, znany z ról w serialach Wszystkie stworzenia duże i małe i Doktor Who.

## Wybrana filmografia
- 1978-1990: Wszystkie stworzenia duże i małe (All Creatures Great and Small) – Tristan Farnon
- 1981: Autostopem przez Galaktykę (The Hitchhiker's Guide to the Galaxy) – Danie Dnia
- 1981-1984, 1993, 2007: Doktor Who – Piąty Doktor
- 1985: A Pocket Full of Rye (z serii Miss Marple) – Lance Fortescue
- 1986-1988: A Very Peculiar Practice – Doktor Stephen Daker
- 1989-1990: Campion – Albert Campion
- 1990-1991: Kinsey – Bob Stacey
- 1993: The Airzone Solution – Al Dunbar
- 1994: A Man You Don't Meet Every Day – mąż Charlotte
- 1994: Czarny książę (Black Beauty) – Squire Gordon
- 1994-1995: Ain't Misbehavin – Clive Quigley
- 1994: Mole's Christmas – Mole
- 1994: Molly – Peter Greenfield
- 1995: The Devil of Winterborne – Purcell
- 1995: The Adventures of Mole – Kret
- 1996: Ghosts of Winterborne – Gavin Purcell
- 1996: Cięcie (Cuts) – Henry Babbacombe
- 1998: The Stalker's Apprentice – Maurice Burt
- 1998: Wichrowe Wzgórza (Wuthering Heights) – Joseph Lockwood
- 1999: Sprawy ostateczne (Parting Shots) – John
- 1999: The Mrs. Bradley Mysteries – inspektor Christmas
- 1999: The Nearly Complete and Utter History of Everything – Ferdinand Magellan
- 2000-2003: At Home with the Braithwaites – David Braithwaite
- 2003-2004: The Last Detective – Detektyw 'Dangerous' Davies
- 2003: Too Good to Be True – Robert
- 2005: Odległe Brzegi (Distant Shores) – Bill Shore